# Планы повести о стрельце
«Пла́ны по́вести о стрельце́», принятое в пушкиноведении название наброска повести Александра Пушкина «Сын казнённого стрельца». Так было озаглавлено в академическом издании собрания сочинений (VIII, 430—431). Пушкинский текст небольшой.

Сын казненн.<ого> стрельца воспитан вдовою вместе с её сыном и дочерью; он идет в службу вместо её сына. При Пруте ему П.<етр> поручает своё письмо. —

Приказч.<ик> вдовы доносит на своего молодого барина, который лишен имения своего, и отдан в солдаты. Стрел.<ецкий сын> посещает его семейство и у П.<етра> выпрашивает прощение молодому <барину> (VIII, 431). 
На бумаге, где записан набросок, стоит водяной знак: «А. Г. 1834». Согласно научному описанию рукописей Пушкина, хранящихся в ИРЛИ, такой знак имеет бумага № 155. В описании указывается всего на 24 случая употребления бумаги этого типа, из них — 17 писем. Только два из них (А. Х. Бенкендорфу — в ноябре и декабре) датированы 1834 г.; остальные 15 приходятся на 1835 г. Самое позднее письмо — П. А. Клейнмихелю — от 19 ноября 1835 г.
В. С. Листов полагает, что

Если Пушкин пользовался такой бумагой с конца 1834 по конец 1835 г., то, по-видимому, набросок «Сын казненного стрельца», и был написан в этот промежуток времени. Примерная датировка наброска 1835 г. выглядит даже более вероятной, чем общепринятая — 1834 г. 